# 666 Motor Inn
666 Motor Inn is het tweede studioalbum van de Zweedse punkband Satanic Surfers. Het album werd uitgegeven via het Zweedse platenlabel Burning Heart Records op 21 januari 1997 op cd en lp. In maart 2017 werd het heruitgegeven op vinyl door het Spaanse label La Agonía De Vivir.

## Nummers
Track 13 is een hidden track.
1. "Soothing" - 2:59
2. "Even If Time Stood Still" - 2:39
3. "I Scream" - 3:04
4. "Lost" - 2:51
5. "Fuck Off, You Filthy Bastards" - 2:48
6. "Don't Tell Us What We Should Do With Our Bodies, You Filthy Bastards" - 2:50
7. "Start Over" - 2:55
8. "Count Me Out" - 3:37
9. "Silent Box" - 2:59
10. "Don't Fade Away" - 2:53
11. "You Can Count Your Money in Your Graves, You Filthy Bastards" - 2:14
12. "Seed of Fear and Anger" - 2:30
13. "Evil" - 2:59

## Band
- Tomek Sokołowski - basgitaar
- Rodrigo Alfaro - drums, zang
- Fredrik Jakobsen - gitaar
- Magnus Blixtberg - gitaar